# Ranzanija
Ranzanija (lat. Ranzania), monotipski biljni rod iz poroice žutikovki. Jedina vrsta je japanska endemska rizomatozna trajnica R. japonica sa šumovitih područja otoka Honšu.
Stabljika je mesnata. Razvija se iz podzemnog rizoma i čini kolonije po sjenovitim mjestima. Cvjetovi su ljubičasti, viseći na dugim peteljkama, a jaljaju se od sredine do kasnog proljeća
Rod je dobio ime po japanskom botaničaru Ono Ranzanu.

## Sinonimi
- Yatabea Maxim. ex Yatabe
- Yatabea japonica (T.Itô) Maxim.

## Galerija
- R. japonica
- R. japonica
- R. japonica

## Vanjske poveznice
|  | Zajednički poslužitelj ima još gradiva o temi Ranzania |
|  | Wikivrste imaju podatke o taksonu Ranzania             |